# دروقة
بَلَدِيَّةُ دَرُوقَةَ (بالإسبانية: Daroca) هي بلدية تقع في مقاطعة سرقسطة التابعة لمنطقة أرغون شمال شرق إسبانيا.

## الديموغرافيا
بلغ عدد سكان بلدية دروقة 2.313 نسمة عام 2011 (وفقاً للمعهد الوطني الإسباني للإحصاء).
| 2.335 | 2.294 | 2.194 | 2.226 | 2.274 | 2.331 | 2.313 |

## أعلام
- بابلو برونا